# Western revisionista
Western revisionista, anti-faroeste ou pós-faroeste é um subgênero de filmes de faroeste que remontam a meados dos anos 1960 e início dos anos 1970. 
Alguns filmes de faroeste do Hollywood pós-clássico começaram a questionar os ideais e o estilo do faroeste tradicional. Esses faroestes revisionistas colocaram o contexto dos nativos americanos e dos cowboys em um cenário mais sombrio. Eles retratavam um mundo moralmente questionável, onde os heróis e vilões muitas vezes se pareciam (ver anti-herói, vilão simpático) mais do que anteriormente mostrado. O conceito de certo e errado tornou-se confuso em um mundo onde as ações não podiam mais ser consideradas boas ou más. Enquanto na maioria dos filmes de faroeste clássicos, nos quais a ética era clara e definida em "preto e branco", o filme Revisionista buscava pintar uma área moral "cinzenta" onde as pessoas tinham que se adaptar para sobreviver. Isso levou a representações de bandidos como Butch Cassidy e Sundance Kid, em que os protagonistas do filme são ladrões de banco fora da lei. 
O subgênero também é aparente em muitos Westerns Spaghetti feitos na Itália, bem como em Westerns australianos. 

## Faroestes revisionistas de Hollywood
A maioria dos faroestes dos anos 1960 até o presente tem temas revisionistas. Muitos foram feitos por grandes cineastas emergentes que viram o faroeste como uma oportunidade de expandir suas críticas à sociedade e aos valores americanos em um novo gênero. A decisão da Suprema Corte dos Estados Unidos no ano de 1952 em Joseph Burstyn, Inc. v Wilson (que derrubou diversas censuras), e mais tarde, o fim do Código de Produção em 1968 ampliou o que os faroestes podiam retratar e tornou o faroeste revisionista um gênero mais viável. Os filmes nesta categoria incluem Ride the High Country (1962) e The Wild Bunch (1969) de Sam Peckinpah, Little Big Man de Arthur Penn (1970) e McCabe & Mrs. de Robert Altman . Miller (1971). 
Começando no final dos anos 1960, cineastas independentes produziram filmes revisionistas e alucinógenos, mais tarde identificados retroativamente como o subgênero separado, mas relacionado, "Acid Westerns", que viram radicalmente as armadilhas usuais do gênero de faroeste para criticar tanto o capitalismo quanto a contracultura. The Shooting e Ride in the Whirlwind de Monte Hellman (1966), El Topo de Alejandro Jodorowsky (1970), Greaser's Palace de Robert Downey Sr. (1972), Alex Cox 's Walker (1987) e Dead Man (1995) de Jim Jarmusch se enquadram nesta categoria. Filmes feitos durante o início dos anos 1970 são particularmente notados por sua fotografia hiper-realista e design de produção. Exemplos notáveis usando tons sépia e configurações rústicas lamacentas são Little Big Man (1970), McCabe e Mrs. Miller (1971) e The Culpepper Cattle Co. (1972). 
Outros filmes, como os dirigidos por Clint Eastwood, foram feitos por profissionais familiarizados com o faroeste como crítica e expansão contra e além do gênero. The Outlaw Josey Wales (1976) e Unforgiven (1992), de Eastwood, utilizaram papéis coadjuvantes importantes para mulheres e nativos americanos . Os filmes The Long Riders (1980) e The Assassination of Jesse James do Covarde Robert Ford (2007) são filmes revisionistas que tratam do Gangue James Younger . O retrato de Jeffrey Wright do confederado negro Daniel Holt cavalgando com os Bushwhackers do Missouri em Ride with the Devil conta as histórias da Guerra da Fronteira no Kansas e do Massacre de Lawrence . 

## Spaghetti Westerns
Os mercados estrangeiros, que importaram o faroeste desde o início do cinema mudo, começaram a criar seus próprios faroestes desde cedo. No entanto, um formato único de faroeste surgiu na Europa na década de 1960 como um desdobramento do faroeste Revisionista.     
Spaghetti Western tornou-se o apelido, originalmente depreciativo, para este amplo subgênero, assim chamado por causa de sua formação italiana em comum, direção, produção e financiamento (com envolvimento espanhol ocasional). Originalmente, eles tinham em comum a língua italiana, orçamentos baixos e uma cinematografia extremamente fluida, violenta e minimalista reconhecível que ajudava a evitar (alguns diziam "desmitologizar") muitas das convenções dos faroestes anteriores. Muitas vezes eram feitos na Espanha, especialmente no Deserto de Tabernas, em Almería, cuja aspereza seca lembrava o sudoeste americano . O diretor Sergio Leone teve um papel fundamental nesse movimento. Um tema sutil do conflito entre as culturas anglo-hispânica é reproduzido em todos esses filmes. Leone concebeu o Velho Oeste como um lugar sujo cheio de figuras moralmente ambivalentes, e esse aspecto do Spaghetti Western passou a ser um de seus atributos universais, como visto em uma grande variedade desses filmes, começando com um dos primeiros Spaghetti populares Westerns, Gunfight at Red Sands (1964) e visível em outros lugares naqueles estrelados por John Philip Law ( Death Rides a Horse ) ou Franco Nero, e na série Trinity .

## Western Vermelho
O Ostern, ou Western Vermelho, foi a resposta do Bloco Soviético ao Western, e surgiu no mesmo período do Western Revisionista. Enquanto muitos red westerns se concentravam em aspectos da história soviética/da Europa Oriental, alguns outros, como a Tchecoslovaco Lemonade Joe (1964) e The Sons of the Great Mother Bear (1966) da Alemanha Oriental, tentaram desmitologizar o Western de diferentes maneiras: Lemonade Joe, enviando os aspectos mais ridículos do marketing, e The Sons of the Great Mother Bear, mostrando como os nativos americanos foram explorados repetidamente, contados do ponto de vista do nativo americano, e não do colono branco. 
A Man from the Boulevard des Capucines (1987) foi uma sátira sensível do próprio filme de faroeste. Também era altamente incomum por ser um dos poucos exemplos no cinema soviético de pós-modernismo . 

## Lista de filmes

### Filmes

#### Década de 1940
- The Return of Frank James (1940)
- The Ox-Bow Incident (1943)
- Buffalo Bill (filme) (1944)
- I Shot Jesse James (1949)

#### Década de 1950
- Broken Arrow (1950)
- Devil's Doorway (1950)
- High Noon (1952)
- Shane (1953)
- Johnny Guitar (1954)[1]
- Silver Lode (1954)
- The Man from Laramie (1955)
- Bad Day at Black Rock (1955)
- Seven Men from Now (1956)
- Run of the Arrow (1957)
- Forty Guns (1957)
- The Left Handed Gun (1958)[2]

#### Década de 1960
- The Magnificent Seven (1960)
- Sergeant Rutledge (1960)
- One-Eyed Jacks (1961)[3]
- The Misfits (1961)
- Lonely Are the Brave (1962)
- Ride the High Country (1962)
- Hud (1963)
- The Devil's Mistress (1965)
- Ride in the Whirlwind (1965)[4]
- The Professionals (1966)
- Hombre (1967)[5]
- The Shooting (1967)[6]
- The Great Silence (1968)[7]
- Will Penny (1968)
- Hang 'Em High (1968)[8]
- The Wild Bunch (1969)[9]
- Butch Cassidy and the Sundance Kid (1969)[10]
- Tell Them Willie Boy Is Here (1969)

#### Década de 1970
- Soldier Blue (1970)[11]
- Little Big Man (1970)[12]
- El Topo (1970)
- McCabe & Mrs. Miller (1971)[13]
- The Hired Hand (1971)
- Man in the Wilderness (1971)
- Bad Company (filme) (1972)
- Ulzana's Raid (1972)
- Chato's Land (1972)[14]
- Joe Kidd (1972)
- Dirty Little Billy (1972)
- The Culpepper Cattle Co. (1972)
- Cry for Me, Billy (1972)
- The Great Northfield Minnesota Raid (1972)[15]
- The Life and Times of Judge Roy Bean (1972)[16]
- Buck and the Preacher (1972)[17]
- Jeremiah Johnson (1972)[18]
- High Plains Drifter (1973)[19]
- The Man Who Loved Cat Dancing (1973)
- Pat Garrett and Billy the Kid (1973)[20]
- The Master Gunfighter (1975)
- The Missouri Breaks (1976)[21]
- Buffalo Bill and the Indians, or Sitting Bull's History Lesson (1976)[22]
- The Outlaw Josey Wales (1976)[23]
- Butch and Sundance: The Early Days (1979)

#### Década de 1980
- Heaven's Gate (1980)
- The Long Riders (1980)
- The Grey Fox (1982)
- Pale Rider (1985)

#### Década de 1990
- Dances with Wolves (1990)[24]
- Unforgiven (1992)[25]
- Posse (1993)[26]
- The Ballad of Little Jo (1993)[27]
- Geronimo: An American Legend (1993)[28]
- Tombstone (1993)[29]
- Homem Morto (1995)
- Rápida e Mortal (1995)[30]
- Ravenous (1999)
- Ride with the Devil (1999)

#### Anos 2000
- Tears of the Black Tiger (2000)
- Desaparecidas (2003)[31]
- Blueberry (filme) (2004)
- Brokeback Mountain (2005)
- The Three Burials of Melquiades Estrada (2005)
- The Proposition (2005)
- Down in the Valley (2006)
- Broken Trail (2006)
- Seraphim Falls (2007)[32]
- 3:10 to Yuma (2007)
- The Assassination of Jesse James by the Coward Robert Ford (2007)
- Bury My Heart at Wounded Knee (2007)
- September Dawn (2007)[33]
- Appaloosa (2008)

#### Década de 2010
- True Grit (2010)
- Meek's Cutoff (2010)
- Blackthorn (2011)
- The Scarlet Worm (2011)
- Dead Man's Burden (2012)
- Django Unchained (2012)
- The Lone Ranger (2013)
- The Homesman (2014)
- The Salvation (2014)
- Bone Tomahawk (2015)
- The Hateful Eight (2015)
- The Revenant (2015)
- The Legend of Ben Hall (2016)
- Brimstone (2016)
- Hostiles (2017)